# Marianna Hill
Marianna Hill, manchmal auch: Mariana Hill (* 9. Februar 1942 in Santa Barbara, Kalifornien als Marianna Schwarzkopf) ist eine US-amerikanische Schauspielerin.

## Leben
In ihrer Kindheit war Marianna Hill mit ihrer Familie in vielen Teilen der Welt unterwegs. Ihr Vater war Architekt und betreute auch Projekte in Kanada, Spanien und Großbritannien. So lernte sie früh mehrere Sprachen und Dialekte. Als Teenager begann sie am La Jolla Theater in Kalifornien zu spielen und arbeitete nebenher als Model. Später ließ sie sich am Neighborhood Playhouse in New York ausbilden. Einer ihrer Lehrer dort war Sanford Meisner.
Seit 1960 war sie regelmäßig als Gaststar in verschiedenen Fernsehserien zu sehen, wo sie wegen ihres Aussehens und ihrer sprachlichen Fähigkeiten oft südländische Schönheiten verkörperte (z. B. als junge Griechin in der Anwaltsserie Perry Mason oder als Spanierin in Bonanza). Ab 1962 folgten erste Filmrollen, darunter Rote Linie 7000 unter der Regie von Howard Hawks und Südseeparadies an der Seite von Elvis Presley (mit dem sie im Film das Duett „Scratch My Back“ singt). Neben einigen weiteren Kinofilmen folgten in den 1960er Jahren weiterhin hauptsächlich Fernsehrollen, u. a. in den Serien Batman, Raumschiff Enterprise, Tennisschläger und Kanonen, Kobra übernehmen Sie und Mannix. Im Laufe der Jahre hatte sie Gastauftritte in über 50 verschiedenen Fernsehserien.
Ab den 1970er Jahren war sie häufiger im Kino zu sehen: in dem in Europa gedrehten US-Western El Condor, in dem Film Der reisende Henker und dem avantgardistischen Horrorfilm Messias des Bösen, in dem sie ein amerikanisches Pendant zu Barbara Steele bildete. Rollen in der Horror-Groteske The Baby, dem Clint-Eastwood-Western Ein Fremder ohne Namen und in Francis Ford Coppolas Der Pate – Teil II folgten. In Method Acting geschult und mit unterschiedlichem Make-up ausgestattet, ist Hill in manchen ihrer Rollen kaum wiederzuerkennen.
Hill hatte keine feste deutsche Stimme, laut deutscher Synchronkartei wurde sie allerdings je zweimal von Marianne Lutz und Christin Marquitan gesprochen.
Seit den 1980er Jahren arbeitet sie in erster Linie als Schauspiellehrerin. Nach einem Umzug nach England unterrichtete sie jahrelang am Lee Strasberg Studio in London.
Marianna Hill ist die Cousine des US-amerikanischen Generals Norman Schwarzkopf junior.

## Filmografie (Auswahl)

### Filme
- 1962: Married Too Young
- 1963: Black Zoo
- 1964: Assistenzärzte (The New Interns)
- 1964: König der heißen Rhythmen (Roustabout)
- 1965: Das Schlafzimmer ist nebenan (That Funny Feeling)
- 1965: Rote Linie 7000 (Red Line 7000)
- 1966: Südsee-Paradies (Paradise Hawaiian Style)
- 1969: Medium Cool
- 1970: El Condor
- 1970: Der reisende Henker (The Traveling Executioner)
- 1972: Highway Tramper (Thumb Tripping)
- 1973: The Baby
- 1973: Messias des Bösen (Messiah of Evil)
- 1973: Ein Fremder ohne Namen (High Plains Drifter)
- 1974: The Last Porno Flick
- 1974: Der Pate – Teil II (The Godfather Part II)
- 1976: Death at Love House (Fernsehfilm)
- 1977: Auf der Fährte des Todes (Relentless, Fernsehfilm)
- 1978: The Transformer (The Astral Factor)
- 1980: Schizoid
- 1980: Blood Beach – Horror am Strand (Blood Beach)
- 1988: Chief Zabu
- 2005: Coma Girl: The State of Grace

### Fernsehserien
- 1960: Gefährliche Experimente (The Man and the Challenge, 1 Episode)
- 1960: Tate (1 Episode)
- 1960: The Westerner (1 Episode)
- 1960: Wells Fargo (1 Episode)
- 1960–1961: Ein Fall für Michael Shayne (Michael Shayne, 2 Episoden)
- 1960–1961: The Tall Man (5 Episoden)
- 1960–1962: 77 Sunset Strip (4 Episoden)
- 1960–1962: The Many Loves of Dobie Gillis (2 Episoden)
- 1961: Two Faces West (1 Episode)
- 1961: Kein Fall für FBI (The Detectives, 1 Episode)
- 1961: Ein Fall für Michael Shayne (Michael Shayne, 1 Episode)
- 1961: Robin Scott in... (1 Episode)
- 1961: Hennesey (1 Episode)
- 1961: Miami Undercover (1 Episode)
- 1962: Hawaiian Eye (1 Episode)
- 1962: The Beachcomber (1 Episode)
- 1962: The Gallant Men (1 Episode)
- 1962: Die Unbestechlichen (The Untouchables, 1 Episode)
- 1963: Alcoa Premiere (1 Episode)
- 1963: St. Dominic und seine Schäfchen (Going My Way, 1 Episode)
- 1963: Perry Mason (1 Episode)
- 1963: Temple Houston (1 Episode)
- 1963: Rauchende Colts (Gunsmoke, 1 Episode)
- 1964: Bonanza (1 Episode)
- 1964: Stationsarzt Dr. Kildare (Dr. Kildare, 1 Episode)
- 1964: Arrest and Trial (1 Episode)
- 1964: Channing (1 Episode)
- 1964: Zirkusdirektor Johnny Slate (The Greatest Show on Earth, 1 Episode)
- 1964: Amos Burke (1 Episode)
- 1964: Im wilden Westen (Death Valley Days, 1 Episode)
- 1964: The Outer Limits (1 Episode)
- 1964: Tom, Dick and Mary (1 Episode)
- 1964: Mr. Broadway (1 Episode)
- 1966: Batman (2 Episoden)
- 1966: Jericho (2 Episoden)
- 1966: Raumschiff Enterprise (Star Trek: The Original Series, Episode 1x10)
- 1966: Hawk (1 Episode)
- 1966: Meine drei Söhne (My Three Sons, 1 Episode)
- 1967: Tennisschläger und Kanonen (I Spy, 1 Episode)
- 1967: Verrückter wilder Westen (The Wild Wild West, 1 Episode)
- 1966–1967: Wettlauf mit dem Tod (Run for Your Life, 3 Episoden)
- 1968: Kobra, übernehmen Sie (Mission: Impossible, 1 Episode)
- 1968: FBI (The F.B.I., 1 Episode)
- 1968–1969: Mannix (2 Episoden)
- 1969: My Friend Tony (1 Episode)
- 1969: Mayberry R.F.D. (1 Episode)
- 1969: High Chaparral (1 Episode)
- 1969: Ein Käfig voller Helden (Hogan’s Heroes, 1 Episode)
- 1970: Wo die Liebe hinfällt (Love, American Style, 1 Episode)
- 1970: Daniel Boone (1 Episode)
- 1971: The Name of the Game (1 Episode)
- 1973: Harry O (1 Episode)
- 1974: Kung Fu (1 Episode)
- 1974: Der Magier (The Magician, 1 Episode)
- 1974: Nakia, der Indianersheriff (Nakia, 1 Episode)
- 1974: Kodiak (1 Episode)
- 1976: Die knallharten Fünf (S.W.A.T., 1 Episode)
- 1977: Quincy (1 Episode)
- 1977: Der Pate: Die Saga (The Godfather: A Novel for Television, 2 Teile)
- 1977: Big Hawaii (1 Episode)
- 1984: Remington Steele (1 Episode)